# Méson J/ψ
En physique des particules, le J/ψ (ψ étant la lettre grecque psi) est un méson, une particule composée d'un quark et d'un antiquark.

## Caractéristiques
Le J/ψ est un méson sans saveur composé d'un quark charm et d'un antiquark charm. Les mésons composés d'une paire charm-anticharm sont généralement connus sous le terme générique de « charmonium » ; le J/ψ est le premier état excité de charmonium (c'est-à-dire la forme de charmonium possédant la deuxième plus petite masse).
Le J/ψ possède une masse de 3 096,9 MeV.c-2 et une durée de vie moyenne de 7,2×10-21 s. Sa charge électrique est nulle. Son spin 1 en fait un méson vecteur.

## Histoire
Le J/ψ fut découvert indépendamment par deux groupes de recherche, le premier conduit par Burton Richter au SLAC, le deuxième par Samuel Ting au laboratoire national de Brookhaven, en 1974. Les deux groupes annoncèrent leur découverte le 11 novembre 1974.
Richter nomma la particule avec la lettre grecque ψ tandis que Ting lui assigna la lettre J (notez que le sinogramme 丁, se prononçant « ting » en mandarin ressemble à un J). Du fait de la simultanéité des deux découvertes, les publications scientifiques ultérieures firent référence à la particule par J/ψ.
Richter et Ting reçurent le prix Nobel de physique en 1976 pour leur découverte.

## Applications
En 2019, des mésons J/ψ produits en bombardant une cible de cuivre par des électrons (ce qui produit des photons de haute énergie, qui se convertissent en J/ψ), ont servi à bombarder une cible d'hydrogène liquide (riche en protons). Les quarks des mésons J/ψ interagissent avec les gluons du proton. Le méson J/ψ ayant une durée de vie très courte et se désintégrant en une paire électron-positon, ce sont ces paires que l'on a détectées et dont on a analysé les caractéristiques. L'analyse de cette expérience a permis en 2023 d'estimer le rayon de masse et le rayon scalaire du proton, trouvés respectivement plus petit et plus grand que le rayon de charge,.